# 시그프리드 에드스트룀
시그프리드 에드스트룀(스웨덴어: Sigfrid Edström, 1870년 9월 11일 ~ 1964년 6월 3일)은 스웨덴의 국제 올림픽 위원회(IOC) 위원장이며, 1942년부터 1952년까지 제4대 위원장을 역임했다.

## 어린 시절
보후슬렌 오루스트 지방자치제에 있는 모를란다의 작은 마을에서 태어났다. 예테보리에 있는 찰메르스 기술 대학교에서 수학하여 1891년 졸업하고 스위스와 미국에서 지속적으로 공부하였다. 청년 시절에 100m를 11초에 완료한 최고 단거리달리기 선수였던 에드스트룀은 예테보리 트램 네트워크(1900~03), ASEA(1903~33)의 관리자를 거쳐 ASEA 위원회의 회장(1934~39)를 지내왔다.
에드스트룀은 스웨덴의 스포츠 운영에 관련되었고, 1912년 스톡홀름 올림픽을 결성하는 데 도움을 주었다.

## IOC 위원장
1920년 국제 올림픽 위원회의 회원이 되었고 행정적 직위를 보유한 후에 1931년 부위원장이 되었다. 위원장 앙리 드 바예라투르가 1942년 사망하자, 제2차 세계 대전이 끝날 무렵 정식으로 위원장에 선출될 때까지 대리 위원장을 지냈다. 그는 전쟁이 끝난 후 올림픽 운동을 부흥시키는 데 중요한 역할을 하였다. 1952년 위원장에서 물러난 후 에이버리 브런디지가 그 뒤를 이었다.
1931년 핀란드의 육상 선수 파보 누르미가 프로로 전향한 것을 본 에드스트룀은 누르미를 1932년 로스앤젤레스 올림픽으로부터 출전 금지를 시키는 논쟁적 결정에 연루되었다. 이 일은 누르미가 핀란드의 국민적 영웅으로 숙고되면서 양국 관계에 부정적인 영향을 주었다. 누르미는 결국 1952년 헬싱키 올림픽의 성화 주자로서 달콤한 복수를 얻고 에드스트룀 앞에서 기립 박수를 받았다. 93세의 나이로 스톡홀름에서 사망하였다.